# سده ۹ (میلادی)
سدهٔ ۹ میلادی یا قرن نهم میلادی، در تقویم گریگوری به فاصلهٔ سال‌های ۸۰۱ تا ۹۰۰ میلادی گفته می‌شود.
| سده‌ها: | سده ۸ - سده ۹ - سده ۱۰                  |
| دهه‌ها: | ۸۰۰ ۸۱۰ ۸۲۰ ۸۳۰ ۸۴۰ ۸۵۰ ۸۶۰ ۸۷۰ ۸۸۰ ۸۹۰ |

## رویدادها
- بازرگانی عرب نوشت که کشتی‌های چینی جونک می‌توانند ۶۰۰ تا ۷۰۰ تن را به سوی اقیانوس هند ببرند.
- سراشیب دوره کلاسیک مایا.
- فرمانروایی شارلمانی و رخداد باززایی کارولنژی در باختر اروپا.
- تازش بزرگ وایکینگ‌ها به اروپا آغازشد.
- مجارها به مجارستان کنونی رسیدند.
- پایه‌ریزی توکولور در دره رود سنگال.
- بازرگانان مسلمان در شمال غربی و جنوب شرقی ماداگاسکار جاگیرشدند.
- ۸۱۳-۹۱۵ (میلادی)؛ تاخت و تاز دریایی هراسناک عرب‌ها به دریای آدریاتیک.
- ۸۰۰ (میلادی)؛ ناوگان دریایی عرب‌ها به تیبر رسید.
- ۸۴۸-۸۵۲ (میلادی)؛ کرانه باختری رود تیبر به رم پیوست.
- ۸۵۱ (میلادی)؛ بازرگان ایرانی، سلیمان تاجر، از بندر گوانگژو در جنوب چین دیدار کرد.
- ۸۶۳ (میلادی)؛ دوآن چنگشی نویسنده چینی شرحی از بازرگانی برده، عاج و شاهبوی از سومالی نوشت.
- ۸۷۰ (میلادی)؛ دژ پراگ ساخته‌شد.
- ۸۰۰-۹۰۹ (میلادی)؛ فرمانروایی جداسرانه اغلابی‌ها بر شمال آفریقا.
- ۸۵۰-۸۷۵ (میلادی)؛ نخستین دسته نوروژی‌های باستان به ایسلند رسیدند.
- ۸۶۳-۸۷۹ (میلادی)؛ جدایی میان کلیسای خاور و باختر.
- ۸۶۴ (میلادی)؛ مسیحی‌شدن بلغارستان در زمان بوریس یکم.
- ۸۷۵-۸۸۴ (میلادی)؛ شورش نافرجام هوآنگ چائو برپاد دودمان تانگ در چین.
- پایان سده؛ بلغارستان از دهانه دانوب تا اپیروس و بوسنی گسترش‌یافت.
- در ایتالیا برخی شهرها جمهوری‌شدند، برای نمونه در ۸۸۹ فورلی جمهوری‌شد.
- نوبه مسیحی به بالاترین درجه از کامیابی و نیروی ارتشی رسید.
- هارالد یکم در جنگ هافرسفیورد پیروزشد و نروژ زیر فرمانروایی یک پادشاهی قرارگرفت.
- شطرنج به ژاپن رسید.
- ۸۶۲ (میلادی)؛ فراخوانی وایکینگ‌ها به روسیه، آغاز دودمان روریکوویچ.
- ۸۸۵ (میلادی)؛ گسترش سیریلیک.
- ۸۶۷ (میلادی)؛ نیروگرفتن دوباره بیزانس.
- آغاز دوره گرم میانه.

## چهره‌های برجسته
- آلفرد بزرگ
- آرنولف کارینتیایی
- وانگ کون
- کریل قدیس و متودیوس قدیس
- هان یو
- کلمان اوریدی
- نائوم پریسلاوی
- کنت یکم
- لویی پارسا
- آدی سانکارا
- علی النقی
- حسن عسکری
- حجت بن الحسن
- هوآنگ چائو
- هارالد یکم
- روریک
- بوریس یکم
- باسیل یکم مقدونی
- جاحظ
- پاپ ژان
- ابن کثیر فرغانی
- محمد بن جریر طبری
- جانگ بوگو
- آرسابر
- زکریای رازی

## یافته‌ها و نوآوری‌ها
- لاتین عامیانه آغاز به پخش‌شدن به زبان‌های رومی نمود.
- نخستین نگاره از سنگ سمباده گردان در اروپا.
- یافتن باروت به دست کیمیاگران تائوئیست چینی.
- نخستین کتاب چاپی در چین به روش گراورسازی بر روی چوب.

## دهه‌ها و سال‌ها
‎

## منبع
- نویسندگان ویکی‌پدیای انگلیسی، 9th century. (نسخه ۱۲ ژوئیه ۲۰۰۷)

| هزاره | سده   | سده   | سده   | سده   | سده   | سده   | سده   | سده   | سده   | سده   |
| ----- | ----- | ----- | ----- | ----- | ----- | ----- | ----- | ----- | ----- | ----- |
| ۹ پ‌م: | ۹۰ پ‌م | ۸۹ پ‌م | ۸۸ پ‌م | ۸۷ پ‌م | ۸۶ پ‌م | ۸۵ پ‌م | ۸۴ پ‌م | ۸۳ پ‌م | ۸۲ پ‌م | ۸۱ پ‌م |
| ۸ پ‌م: | ۸۰ پ‌م | ۷۹ پ‌م | ۷۸ پ‌م | ۷۷ پ‌م | ۷۶ پ‌م | ۷۵ پ‌م | ۷۴ پ‌م | ۷۳ پ‌م | ۷۲ پ‌م | ۷۱ پ‌م |
| ۷ پ‌م: | ۷۰ پ‌م | ۶۹ پ‌م | ۶۸ پ‌م | ۶۷ پ‌م | ۶۶ پ‌م | ۶۵ پ‌م | ۶۴ پ‌م | ۶۳ پ‌م | ۶۲ پ‌م | ۶۱ پ‌م |
| ۶ پ‌م: | ۶۰ پ‌م | ۵۹ پ‌م | ۵۸ پ‌م | ۵۷ پ‌م | ۵۶ پ‌م | ۵۵ پ‌م | ۵۴ پ‌م | ۵۳ پ‌م | ۵۲ پ‌م | ۵۱ پ‌م |
| ۵ پ‌م: | ۵۰ پ‌م | ۴۹ پ‌م | ۴۸ پ‌م | ۴۷ پ‌م | ۴۶ پ‌م | ۴۵ پ‌م | ۴۴ پ‌م | ۴۳ پ‌م | ۴۲ پ‌م | ۴۱ پ‌م |
| ۴ پ‌م: | ۴۰ پ‌م | ۳۹ پ‌م | ۳۸ پ‌م | ۳۷ پ‌م | ۳۶ پ‌م | ۳۵ پ‌م | ۳۴ پ‌م | ۳۳ پ‌م | ۳۲ پ‌م | ۳۱ پ‌م |
| ۳ پ‌م: | ۳۰ پ‌م | ۲۹ پ‌م | ۲۸ پ‌م | ۲۷ پ‌م | ۲۶ پ‌م | ۲۵ پ‌م | ۲۴ پ‌م | ۲۳ پ‌م | ۲۲ پ‌م | ۲۱ پ‌م |
| ۲ پ‌م: | ۲۰ پ‌م | ۱۹ پ‌م | ۱۸ پ‌م | ۱۷ پ‌م | ۱۶ پ‌م | ۱۵ پ‌م | ۱۴ پ‌م | ۱۳ پ‌م | ۱۲ پ‌م | ۱۱ پ‌م |
| ۱ پ‌م: | ۱۰ پ‌م | ۹ پ‌م  | ۸ پ‌م  | ۷ پ‌م  | ۶ پ‌م  | ۵ پ‌م  | ۴ پ‌م  | ۳ پ‌م  | ۲ پ‌م  | ۱ پ‌م  |
| ۱:    | ۱     | ۲     | ۳     | ۴     | ۵     | ۶     | ۷     | ۸     | ۹     | ۱۰    |
| ۲:    | ۱۱    | ۱۲    | ۱۳    | ۱۴    | ۱۵    | ۱۶    | ۱۷    | ۱۸    | ۱۹    | ۲۰    |
| ۳:    | ۲۱    | ۲۲    | ۲۳    | ۲۴    | ۲۵    | ۲۶    | ۲۷    | ۲۸    | ۲۹    | ۳۰    |
| ۴:    | ۳۱    | ۳۲    | ۳۳    | ۳۴    | ۳۵    | ۳۶    | ۳۷    | ۳۸    | ۳۹    | ۴۰    |